# Chorgestühl (Klosterkirche Reichenbach)

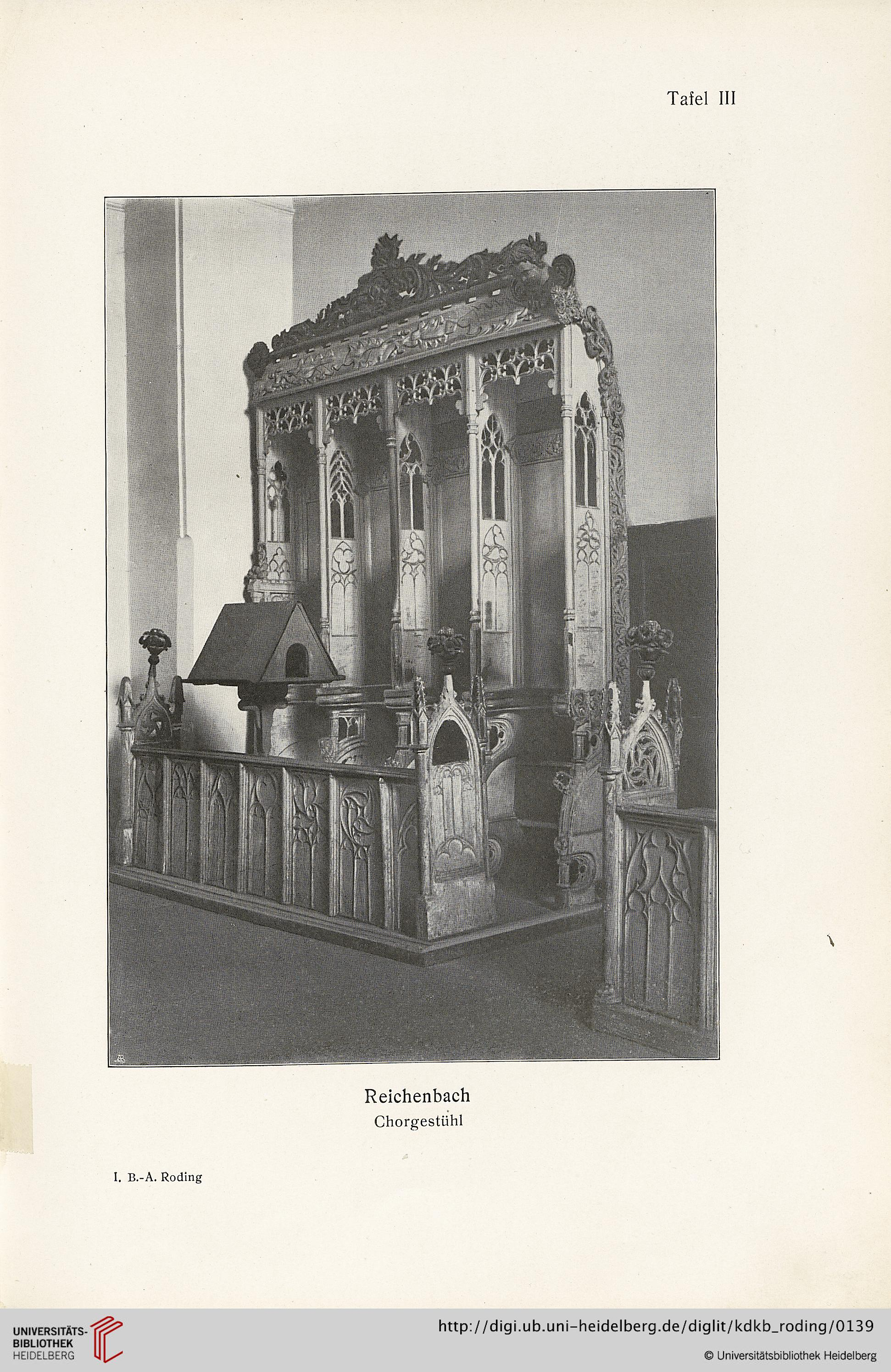
Das Chorgestühl auf einem Foto von 1905

Das Chorgestühl in der Klosterkirche Reichenbach in Reichenbach, einer Oberpfälzer Gemeinde im Landkreis Cham in Bayern, wurde von 1416 bis 1418 von Meister Bartholmes aus Waldmünchen geschaffen. Das gotische Chorgestühl ist als Teil der Kirchenausstattung ein geschütztes Baudenkmal.
Das noch heute vorhandene Chorgestühl aus Eichenholz wurde später aus verschiedenen Fragmenten zusammengesetzt. Es steht im Psallierchor und hat drei vierteilige Kompartimente.
Die reichen Schnitzereien sind mit filigranem Maßwerk und figuralen Motiven, u. a. Menschenköpfe und Tiere, versehen. Die Rückwand wird von einem Baldachin überragt, der von Stirnwänden und von den bis oben laufenden Scheidewänden der einzelnen Sitze getragen wird. An den Sitzbrettern sind nur einfache Miserikordien vorhanden.